# Novigrad (Istria)
Novigrad (en italiano: Cittanova) es una ciudad costera en Istria, Croacia. Está ubicada a unos 15 km de las localidades de Poreč, Umag y Buje y a 25 km de la frontera con Eslovenia.

## Historia
La localidad fue conocida como Neapolis durante el Imperio romano y como Civitas Nova en el siglo IX. Fue sede de una diócesis católica con el nombre de Aemonia (Emona) entre los siglos V y XIX, siéndole retirada esta dignidad en el año 1831 debido a su escasa población, resultado de  epidemias y conflictos militares. Entre los siglos XVI y XVII fue considerada una ciudad deshabitada.
Incorporada a la República de Venecia en 1358, después del Tratado de Campo Formio de 1797 pasó al Imperio austríaco hasta 1803, pasando en ese momento a ser una dependencia de la ciudad de Trieste, formando parte del Reino de Italia hasta 1813, en que volvió a la dependencia austríaca. Bajo el gobierno imperial, fue un centro de irredentismo italiano, y la casi totalidad de la población era reiteradamente censada como de idioma italiano. En 1918 fue incorporada, junto con el resto de Istria, a Italia.
Después de la Segunda Guerra Mundial, la ciudad se convirtió en parte del Territorio Libre de Trieste, pero el área en la que se encuentra permaneció bajo la ocupación militar yugoslava. Muchos italianos huyeron de la ciudad entre 1945 a 1948 hacia Italia, como parte del llamado éxodo de Istria, y los italianos terminaron por abandonar la ciudad en masa en los años 1950.

## Demografía
Según el censo austríaco de 1910, tenía 2239 habitantes que afirmaban ser italianos. El último censo de población de 2001 reveló 4002 habitantes en el territorio municipal: 1889 hombres y 2113 mujeres. La mayoría de la población está compuesta por croatas (80 %), pero la presencia de la comunidad italiana que permaneció después del éxodo de posguerra (12 %) también es fuerte, junto con otras minorías de la ex Yugoslavia (eslovenos, albaneses, serbios y turcos).

## Turismo
La economía de la ciudad se basaba en la pesca hasta los años 1960, cuando comenzó a desarrollarse el turismo, que actualmente es la base de su economía. Gracias a su conformación peninsular , está rodeada por el mar y presenta un interesante patrimonio histórico-cultural, así como una naturaleza bien conservada.
La proximidad a la frontera hace que Novigrad sea fácilmente accesible para los turistas de Eslovenia y el noreste de Italia, especialmente de Trieste. Cittanova está a unos 50 km en automóvil desde Trieste y un par de horas en lancha motora desde Venecia. La ciudad es rica en instalaciones de alojamiento: hoteles, cámpines, apartamentos, restaurantes. La administración municipal apunta, en un futuro cercano, hacia el desarrollo de un moderno centro náutico.

### Lugares de interés
Museo de Lápidas
Contiene una colección de 93 piedras monumentales de la Edad Antigua y medieval, incluyendo no sólo lápidas, sino también vierteaguas, cornisas, barreras, escudos de armas, mesas de altar, partes de copón, pilares y capiteles.
Iglesia parroquial de San Pelagio y San Máximo (siglos V - VI)
Es la antigua catedral, y contiene una cripta que data del período románico temprano, única en Istria y una de las muy escasas existentes en Croacia.
Campanario (1883)
Contiene una estatua del patrón de la ciudad, San Pelagio, hecha de madera y enchapada en bronce .
Mirador de la Logia
Del siglo XVI.
Museo Kuk Kriegsmarine
Museo de la Armada Imperial del Imperio Austrohúngaro, contiene muchos objetos rescatados del puerto y del mar de finales del siglo XIX y la Primera Guerra Mundial, así como una gran y detallada historia de la armada austrohúngara durante los siglos XIX y XX.
Otras
Palazzo Patrizio (1760), la Cisterna (1496), la muralla (del siglo XIII en su mayor parte).